# オセロ。
『オセロ。』（Othello.）は、池沢理美による日本の漫画作品。『別冊フレンド』（講談社）にて2001年4月号から2004年9月号まで連載された。単行本は全7巻。北米ではDel Rey Mangaから出版されている。ストーリーは、恥ずかしがり屋で素朴な10代の少女が多重人格になる様子を描いている。
この漫画のタイトルは、ウィリアム・シェイクスピアのオセロではなく、オセロゲームにちなんで命名された。ややとナナの絶え間ない入れ替わりがオセロゲームでの黒と白の石の裏返しになぞらえられている。

## 概要
主人公ややとその別人格であるナナの二重人格をテーマにした漫画である。この漫画は、いじめっ子、変態、そして普通の人々に対する、ややとナナの冒険エピソードを収録している。キャラクターの中には音楽業界関係者やバンドの演奏者が含まれており、音楽もモチーフとなっている。
本作には、同じく池沢理美作の漫画『ぐるぐるポンちゃん』のキャラクターである小泉ポン太が登場する。

## あらすじ
ややは、歌、日本のロックミュージック、ゴシックロリータ、コスプレ、音楽全般に夢中な、恥ずかしがり屋で静かな10代の少女である。しかし、彼女には秘密があった。彼女が鏡を見たり、頭を打ったりすると、ややの第二の人格であるナナが身体を乗っ取り、悪者を凝らしめ「天罰！」という決め台詞を吐くのである。

## 登場人物
樋口やや
ややは無邪気で臆病な10代であり、その性格のせいで友人たちからいじめられ、バカにされていた。休日にゴシックロリータを着るのが好きで、日本のロックグループを好んでいるが、誰にもそのことを教えず、ややはそれが「本当の自分」だと考えていた。彼女は自分をひどく扱う人々と一緒にいること以外に何もできない結果として、ナナというもう一人の自分を生み出した。ややはナナという人格に気付かず、そのせいでかなりの時間の出来事を覚えていないので、気がくるっていると恐れられるようになる。ナナはややが鏡を見たり頭を殴ったり眠りに付いたりしたときによくあらわれるが、ややが本当に助けを必要としているときにも登場する。彼女がもう一人の自分の存在を知ったとき、ややは怖くなり、内面に引きこもってしまったので、ナナの人格がいつも外に出るようになった。しかし、後に2つの人格は1つになり、ややとナナの両方の性格・特性を持つ1つの人格になった。
ややはJULIETというヴィジュアル系バンドに興味を持っており、解散してからもJULIETのヴォーカルを尊敬している。
ナナ
とても恥ずかしがり屋のややとは異なり、タフで狡猾で皮肉で大胆な性格。ややが助けを必要としたときにはいつでも出てくる。ナナはシリーズを通して、相手の尻を蹴り、嘘を暴く。彼女は目標を達成すると正義の執行が完了したことを告げる。ナナはブラックドッグというバンドのゲストシンガーになり、後にややと一緒に歌うことになる。ややが引きこもると、ナナは長時間表に出る。ナナはややが彼女を必要としなくなったときに去る。
モリヤマ
ややと恋愛関係になるちょっとカッコいいクラスメイトのギタリスト。最初、ややは不親切な男だと感じていたが、やがて思いやりのある人であることに気付く。モリヤマはややに親切な数少ない人の一人であり、ナナの存在を扱いきれなくなったときに彼女を助ける。彼は人気のロックグループ、ブラックドッグのリードシンガーで、ややをブラックドックのマネージャーにした。その後、モリヤマは、ややがモリヤマを愛しているのと同じくらい自分がややのことを愛していることに気付く。
せりと萌
ややをいじめていた同級生。ややのことをしもべのように扱う。ややがゴシックロリータにはまっていることを見つけたが、ナナが止めたので、他人にそれをばらすことはできなかった。
ショウヘイ
ナナの声に興味を持ち、ナナと親密な関係を築こうとするモリヤマの大学の友人。ロックバンドJULIETのヴォーカルであるため、ややからアイドル視されている。ショウヘイはJULIETは終わったと語っている。
羽野メグミ（ハノちゃん）
転校生の女の子。サディスティックで嫉妬深く利己的で、モリヤマのファン。モリヤマとの関係を知り、ややに目を向ける。羽野はややに音楽業界に参入してショウヘイと会う契約を結ぶように圧力をかける。しかし実際には羽野はややに売春を強要しようとしていた。ナナはスカイダイビングの挑戦中に羽野を打ち負かした。JULIETのドラマーだった兄のケイスケがいる。ケイスケはバンドを去ったショウヘイに恨みを抱き、バンドを解散した。
柊子（しゅうこ）
モリヤマの元彼女。ややに近付きつつあるモリヤマを取り戻そうとする。柊子はややがナナになったのを携帯電話のカメラで撮影し、ややにもう一人の自分の姿を見せる。モリヤマがややをどれだけ想っているか気付いた柊子は、自ら離れていく。
ブラックドック
モリヤマがヴォーカルとリードギターを務めるバンド。他の3人のメンバーは全員大学生。バンド名はレッド・ツェッペリンの曲ブラック・ドッグに由来している。

## 書誌情報
- 池沢理美『オセロ。』講談社〈講談社コミックス別冊フレンド 〉、全7巻 
  1. 2001年08月06日発売[1]、『別冊フレンド』2001年4月号 - 7月号、ISBN 978-4-06-341249-9
  2. 2002年09月11日発売[2]、『別冊フレンド』2001年8月号 - 2002年9月号、 ISBN 978-4-06-341301-4
  3. 2003年02月10日発売[3]、『別冊フレンド』2002年10月号 - 2003年1月号、ISBN 978-4-06-341323-6
  4. 2003年07月09日発売[4]、『別冊フレンド』2003年3月号 - 6月号、ISBN 978-4-06-341344-1
  5. 2003年12月12日発売[5]、『別冊フレンド』2003年7月号 - 12月号、ISBN 978-4-06-341364-9
  6. 2004年04月13日発売[6]、『別冊フレンド』2004年1月号 - 4月号、ISBN 978-4-06-341382-3
  7. 2004年09月13日発売[7]、『別冊フレンド』2004年6月号 - 9月号、ISBN 978-4-06-341402-8